# 鏡姉妹の飛ぶ教室
『鏡姉妹の飛ぶ教室 〈鏡家サーガ〉例外編』（かがみしまいのとぶきょうしつ かがみけサーガれいがいへん）は佐藤友哉の小説。
〈鏡家サーガ〉の長編第4作である。2003年から2004年にかけて講談社のウェブサイト上で連載され、2005年に書籍化された。

## 物語
『青酸クリームソーダ 〈鏡家サーガ〉入門編』と同じく外伝的作品で、シリーズ第一作『フリッカー式』にも登場する鏡家三女「鏡佐奈」が中学二年生であるときを描いた作品。地震によって地面に埋まってしまった市立蒼葉中学校を舞台にした話で、様々な思いを持った生き残りの生徒等が様々な戦いを繰り広げていく。

## 書誌情報
講談社のWebサイトで連載ののち、2005年2月に講談社ノベルスより書籍化された。カバー折り返しに書かれたキャッチコピーは「本書は『ああっ、お兄ちゃーん』と云う方に最適です（本当）。」。
冒頭のエピグラフはドイツの小説家エーリッヒ・ケストナーの小説『飛ぶ教室』、章の初めのエプグラフはルイス・キャロルの小説『不思議の国のアリス』より。
日本
- 鏡姉妹の飛ぶ教室 〈鏡家サーガ〉例外編
  - 初出：2003年7月～2004年1月 講談社のWebサイト「講談社BOOK倶楽部」で月2回連載。全12回。
  - 講談社 講談社ノベルス、2005年2月、ISBN 978-4-06-182414-0

台湾
- 鏡姐妹的飛行教室──〈鏡家事件系列〉外傳 （尖端出版 浮文字、2007年6月、ISBN 978-9-57-103391-4） - 翻訳：陳君怡

関連作品
- 鏡姉妹の動物会議 〈鏡家サーガ〉本格編
  - 講談社の文芸雑誌『メフィスト』2008年5月号に第一回「自信と侍臣」が掲載された。ケストナーには「動物会議」という作品もある。